# Agnes Karll

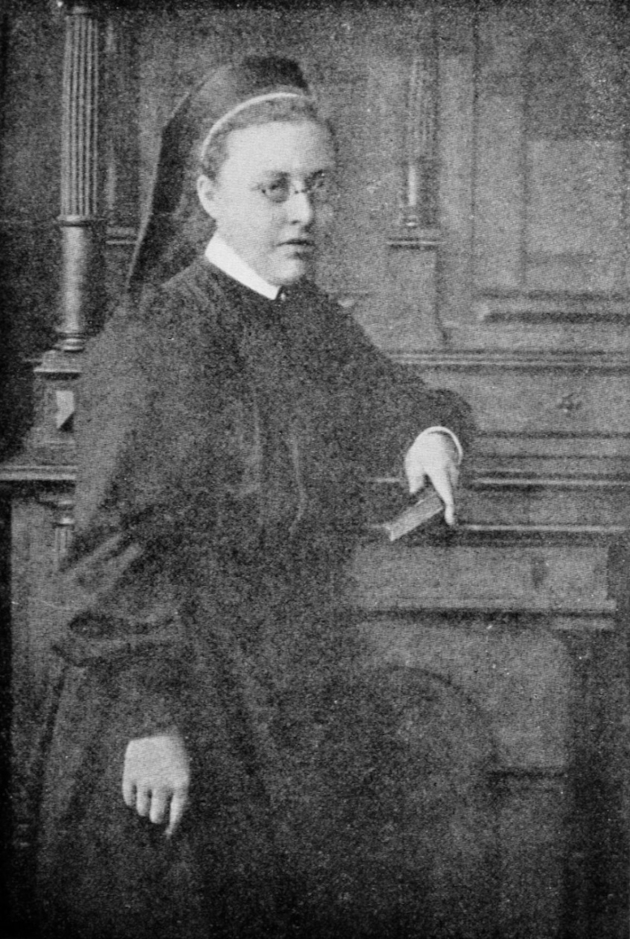
Porträt von Agnes Karll in einem 1912 erschienenen englischsprachigen Buch zur Geschichte der Krankenpflege.

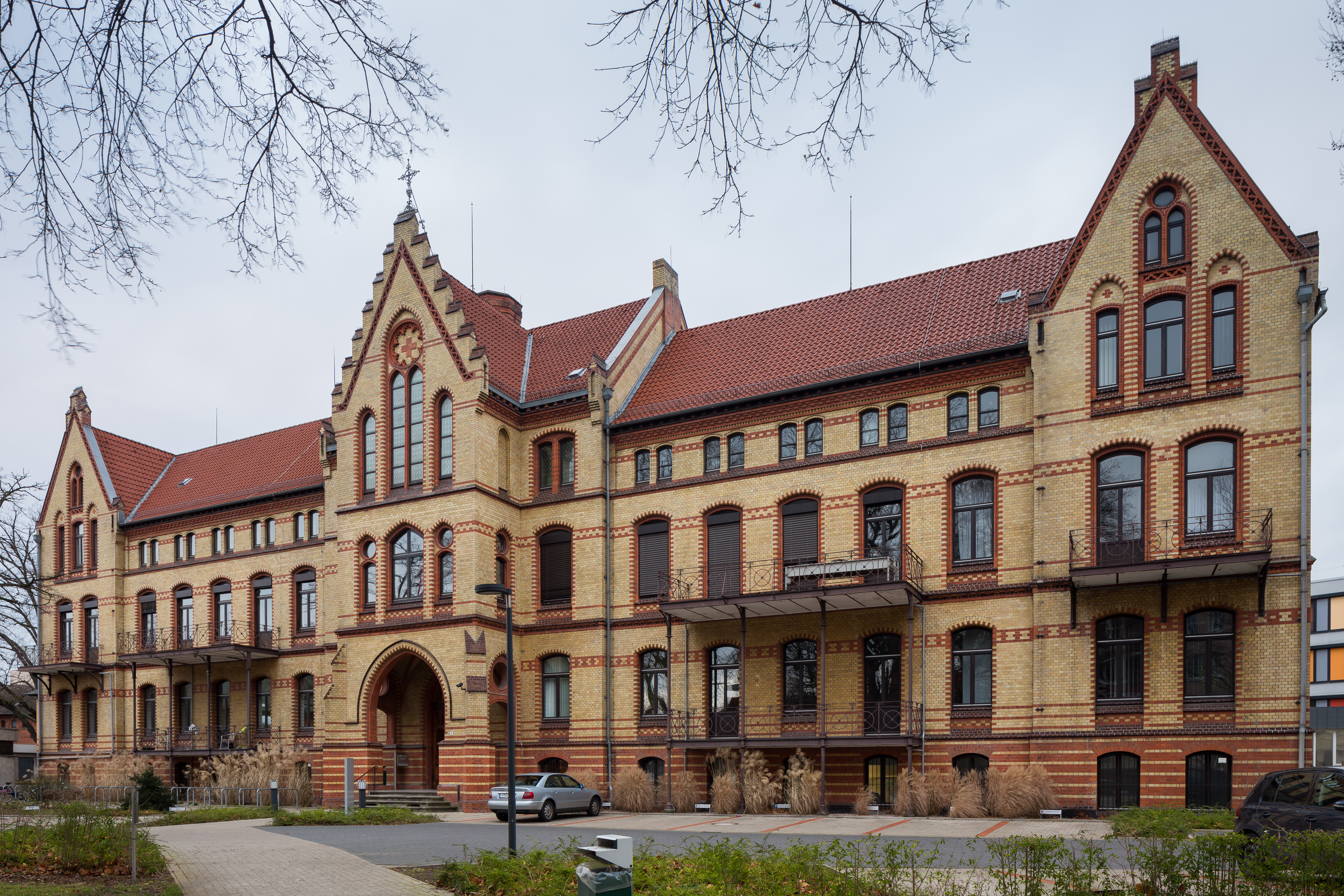
Das Clementinenhaus in Hannover (2015)

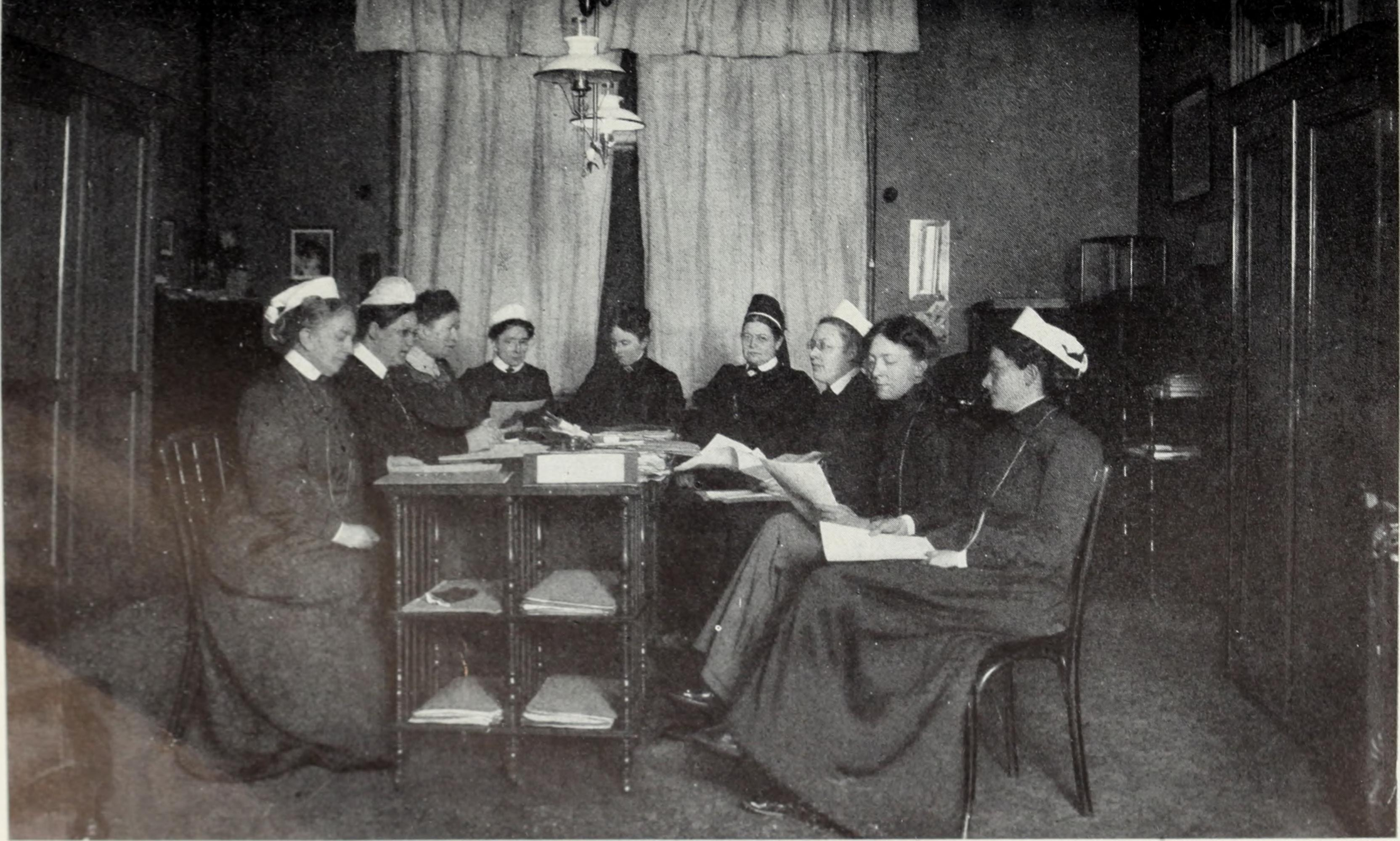
Funktionärinnen der Berufsorganisation der Krankenpflegerinnen Deutschlands, Agnes Karll: dritte von rechts

Agnes Karll (* 25. März 1868 in Embsen; † 12. Februar 1927 in Berlin) war eine deutsche Krankenschwester, Reformerin der deutschen Krankenpflege und Präsidentin des International Council of Nurses.

## Leben
Agnes Karll wurde als Tochter des Gutsbesitzers Theodor Karll und dessen Frau Ida geboren. Ihre Eltern trennten sich 1881.
Der eigentliche Berufswunsch von Agnes Karll war derjenige einer Ärztin. Nachdem der Vater die Familie jedoch mittellos gemacht hatte, war an ein Medizinstudium in der Schweiz nicht mehr zu denken. Agnes Karll interessierte sich deshalb für den Beruf der Lehrerin und besuchte deshalb in Schwerin die Fortbildungsschule von Johanna Willborn, die ihr Kontakt zur damaligen Frauenbewegung vermittelte, wobei sie Helene Lange kennenlernte. Da sie die Lehrerinnenprüfung nicht ablegen konnte, weil sie zu jung war, begann sie als Erzieherin und Privatlehrerin 1886 in Retgendorf (heute Dobin am See) und Alt Gaarz.
Mit 19 Jahren kam Agnes Karll zur Erkenntnis, dass ihr der Lehrberuf nicht liegt. Hierauf begann sie am 26. August 1887 eine Ausbildung als Krankenpflegerin im Clementinenhaus in Hannover, einem Mutterhaus des Roten Kreuzes, wo sie nach dem „Florence Nightingale System“ ausgebildet wurde. Nach der Ausbildung wurde sie als Krankenschwester an den Göttinger Universitätskliniken tätig.
Ab 1891 arbeitete Agnes Karll zehn Jahre lang in der privaten Krankenpflege, meistenteils rund um Berlin. Hier erlebte sie, dass von Pflegekräften auch erwartet wurde, Hilfe im Haushalt zu leisten. 1894 konnte Agnes Karll einige Monate in Amerika leben und die Krankenpflege aus dortiger Sicht kennenlernen. Später knüpfte sie weitere Kontakte zu Berufskollegen aus dem Ausland, vor allem England, Finnland, Italien, Österreich und den Vereinigten Staaten.
Innerhalb des Allgemeinen Deutschen Frauenvereins arbeitete Karll die Satzung der 1903 gegründeten Berufsorganisation der Krankenpflegerinnen Deutschlands sowie der Säuglings- und Wohlfahrtspflegerinnen (kurz: BOKD bzw. BO) aus und wurde deren erste Vorsitzende. Der Verband vermittelte seinen Mitgliedern Arbeitsplätze, bot Versicherungsschutz und Rechtsberatung an. Später wurde er in Agnes-Karll-Verband umbenannt, 1973 ging dieser im Deutschen Berufsverband für Krankenpflege e. V. (DBfK) auf. Heute heißt er „Deutscher Berufsverband für Pflegeberufe“ (DBfK). In der Gründungsphase der Berufsorganisation der Krankenpflegerinnen Deutschlands im Jahr 1903 erfuhr Agnes Karll Unterstützung durch den Berliner Mediziner Paul Jacobsohn (1868–1931).
Agnes Karll setzte sich neben der Anerkennung des Berufsstandes für eine fundierte, dreijährige Ausbildung in der Krankenpflege ein. Pflege sollte mehr sein als technische Hilfsfunktion der Medizin, wenn sie nicht einen wesentlichen Teil ihres Auftrags vernachlässigen wollte. Auch die einheitliche Berufsbezeichnung Krankenschwester ist auf Agnes Karll zurückzuführen. 
Zudem war Karll Ehrenmitglied der Oberinnen-Vereinigung in Großbritannien und Irland. An der Leipziger Frauenhochschule war sie 1913 als eine der ersten Frauen als Dozentin tätig. Im Ersten Weltkrieg umging sie den Geist der Zeit durch Auslandsreisen u. a. in die USA. So wurde sie nicht an der Front eingesetzt. 1926 leitete sie einen nationalen Kongress zur Krankenpflege in Düsseldorf.
Agnes Karlls Weggefährtin in späteren Lebensjahren war die Schweizerin Emmy Oser. Durch sie lernte sie den evangelischen Theologen und religiösen Sozialisten Leonhard Ragaz in Zürich kennen, der sich für die Anliegen einer freiberuflichen Krankenpflege aufgeschlossen zeigte und einer der Ideengeber Agnes Karlls wurde.
Agnes Karll starb 1927, sie wurde im Familiengrab auf dem Friedhof in Gadebusch beigesetzt.

### Präsidentin des International Council of Nurses
1909 wurde Agnes Karll in London Präsidentin des Weltbundes der Krankenpflegerinnen (International Council of Nurses=ICN). Sie war die dritte Präsidentin des noch jungen ICN und folgte in dieser Position der Engländerin Ethel Bedford-Fenwick (erste Präsidentin) sowie der Australierin Susan McGahey (zweite Präsidentin). 1912 wurde Karll von der US-Amerikanerin Annie Warburton Goodrich als neuer und vierter Präsidentin des ICN abgelöst. 

## Ehrungen
- Nach Agnes Karll wurden das Institut für Pflegeforschung in Berlin (AKI), Kliniken in Bad Schwartau[7] und Laatzen, Krankenpflegeschulen in Frankfurt am Main[8] und Tettnang, eine Straße jeweils in Embsen, Elmshorn, Gadebusch, Mainz und Ulm sowie einige Altenheime benannt.
- Am 25. März 2018 wurde in den Räumlichkeiten der Agnes Karll Schule Frankfurt am Main zu Ehren des 150. Geburtstages von Agnes Karll eine Fotoausstellung „750 Jahre Bestehen der Stiftung Hospital zum Heiligen Geist“ eröffnet.[9]
- 2018 wurde in Köln-Lindenthal die Agnes-Karll-Straße nach ihr benannt.[10]

## Veröffentlichungen
- Agnes Karll (Übersetzerin): Mary Adelaide Nutting und Lavinia Dock. Geschichte der Krankenpflege. D. Reimer, Berlin 1910–1913 Band I (1910) (Digitalisat) Band II (1911) (Digitalisat) Band III (1913) (Digitalisat)

## Videopodcast
- Pflege-Bildung. Ein Video-Podcast rund um das Lernen im Pflegeberuf. Episode 31: Agnes Karll zum 154. Geburtstag. Prof. Dr. Roland Brühe im Gespräch mit Prof. Dr. Karen Nolte. Veröffentlicht am 25. März 2022 von Roland Brühe, (54 Min.). Pflege-Bildung: Agnes Karll zum 154. Geburtstag